# Eriz Cerezo Ferrón
Eriz Cerezo Ferrón (Bilbao, Biscaia; 31 de juliol de 1997) és un comunicador i periodista espanyol.
Eriz Cerezo va néixer a Bilbao el 31 de juliol de 1997. Es va llicenciar en comunicació audiovisual per la Universitat del País Basc(UPV/EHU) (2015–2019). Posteriorment, va cursar un màster (MA) en periodisme televisiu a la Universitat Antonio de Nebrija (2019-2020).
Com a comunicador i periodista, va treballar com a reporter al programa "La Kapital" de TeleBilbao. Va viatjar a Madrid i del 2020 al 2023 es va convertir en reporter d'Antena 3 Noticias en la seva edició de cap de setmana a Antena 3. En el mateix canal de televisió, va formar part de l'equip d'Antena Abierta i l'any 2022, juntament amb Roberto Brasero, va formar part de l'equip de Mundo Brasero. Aquell mateix estiu va començar a treballar al programa Madrid Directo de Telemadrid i mesos més tard es va convertir en reporter del programa que presentava la Nuria Roca els diumenges a la tarda a La Sexta, anomenat La Roca.
L'any 2021 va publicar el seu primer llibre de poemes, Tan sólo setenta y nuevos días (Edicions Postdata).[4]

## Televisió
- 2023-2025, Vascos por el mundo, ETB 2, La Cometa TV
- 2022-2023, La Roca, LaSexta, Cuarzo Producciones
- 2020-2023, Antena 3 Noticias, Antena 3
- 2022, Madrid Directo, Telemadrid, Cuarzo Producciones
- 2022, Mundo Brasero, Antena 3
- 2022, Antena Abierta, Antena 3

## Obra
- 2021, "Tan sólo setenta y nueve días", Postdata Ediciones.